# Інавейл (Небраска)
Інавейл (англ. Inavale) — переписна місцевість (CDP) в США, в окрузі Вебстер штату Небраска. Населення — 66 осіб (2020).

## Географія
Інавейл розташований за координатами 40°5′32″ пн. ш. 98°38′54″ зх. д. / 40.09222° пн. ш. 98.64833° зх. д. (40.092266, -98.648391).  За даними Бюро перепису населення США в 2010 році переписна місцевість мала площу 0,86 км², уся площа — суходіл.

## Демографія
Згідно з переписом 2010 року, у переписній місцевості мешкало 117 осіб у 32 домогосподарствах у складі 20 родин. Густота населення становила 135 осіб/км².  Було 47 помешкань (54/км²).
Расовий склад населення:
| - 94,0 % — білих - 0,9 % — чорних або афроамериканців - 5,1 % — осіб інших рас |

До двох чи більше рас належало 0,0 %. Частка іспаномовних становила 11,1 % від усіх жителів.
За віковим діапазоном населення розподілялося таким чином: 15,4 % — особи молодші 18 років, 64,9 % — особи у віці 18—64 років, 19,7 % — особи у віці 65 років та старші. Медіана віку мешканця становила 49,5 року. На 100 осіб жіночої статі у переписній місцевості припадало 120,8 чоловіків;  на 100 жінок у віці від 18 років та старших — 130,2 чоловіків також старших 18 років.
Середній дохід на одне домашнє господарство  становив 34 464 долари США (медіана — 42 857), а середній дохід на одну сім'ю — 49 650 доларів (медіана — 44 286). 
Цивільне працевлаштоване населення становило 22 особи. Основні галузі зайнятості: освіта, охорона здоров'я та соціальна допомога — 40,9 %, транспорт — 31,8 %, оптова торгівля — 13,6 %, роздрібна торгівля — 13,6 %.